# Laure Lekane
Laure Lekane, née le 5 novembre 1989 à Liège, est une employée et femme politique belge du Parti du travail de Belgique.

## Biographie
Laure Lekane a suivi une formation d'assistante sociale à la Haute École de la Province de Liège. Elle est employée dans une entreprise des Hauts-Sarts. 
Elle rejoint le PTB à la fin des années 2000. 
Depuis 2017, elle est présidente de la section PTB de Oupeye. 
Aux élections communales de 2018, elle est élue conseillère communale à Oupeye.
Aux élections régionales de 2019, elle est élue députée au Parlement Wallon pour la circonscription de Liège. Elle est choisie comme sénatrice communautaire de la Communauté française et siège par conséquent également au Sénat.